# Massif du Mont-Valier
Le massif du Mont-Valier est un massif de montagnes de la chaîne des Pyrénées situé à la limite du département de l'Ariège en région Occitanie, en France, et de la province de Lérida dans la communauté autonome de Catalogne, en Espagne. Il mesure 17 km de long (d'est en ouest) pour 12 km de large (du nord au sud),, et culmine au mont Valier à 2 838 mètres,.
C'est un petit massif bien individualisé qui part de la ligne de crêtes des hauts sommets pyrénéens qui sert de frontière franco-espagnole.
Géologiquement parlant, le massif du Mont-Valier fait partie de la zone axiale des Pyrénées de par sa nature centrale dans la chaîne des Pyrénées, et de par la présence de plutoniques. C'est un massif fait de roches granitiques sur le versant nord-ouest du mont Valier et sédimentaires dans ses parties sud et est.

## Toponymie
Le nom vient de Valerius (saint Valier, vers 452), mythique premier évêque du Couserans qui l'aurait escaladé.

## Géographie

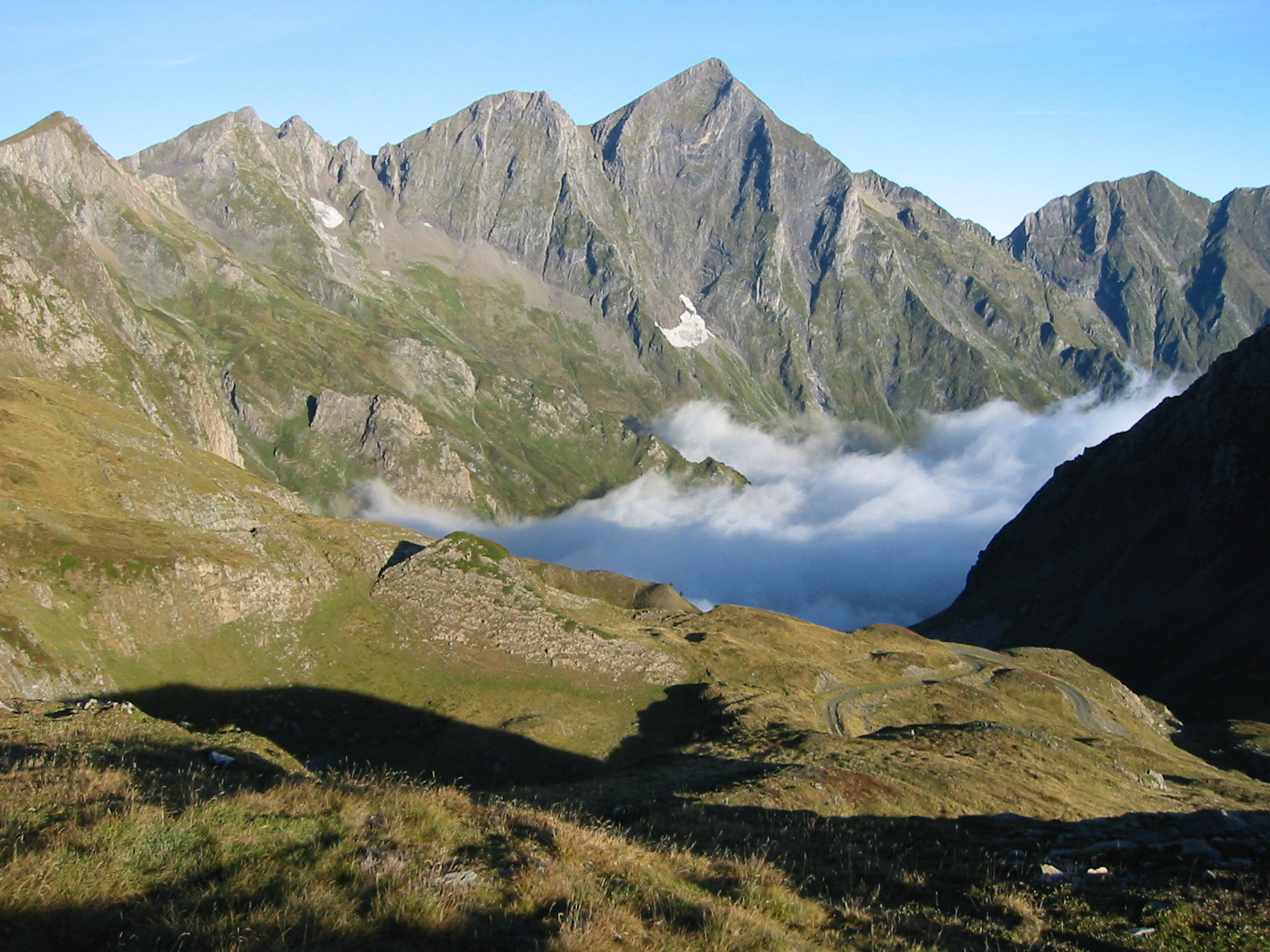
Vue du mont Valier depuis le port d'Aula.

Côté français, le massif se trouve dans le Couserans, région naturelle du département de l'Ariège, et son étendue correspond à la réserve domaniale du mont Valier.
Côté espagnol, le massif descend assez rapidement dans la vallée du Noguera Pallaresa jusqu'au village de Montgarri (commune de Naut Aran) et la station de ski de fond de Bonabé.
| Basse vallée du Biros                                  | Col de la Core Cap de Bouirex                     | Vallée de Bethmale                                         |
| Port de l'Esque Massif de Maubermé                     | massif du Mont-Valier                             | Haute vallée du Salat Massifs des Mont Rouch et Certescans |
| Haute vallée du Noguera Pallaresa Massif de Beret (ca) | Haute vallée du Noguera Pallaresa Massif de Beret | Port de Salau Massifs des Mont Rouch et Certescans         |

### Principaux sommets
| Sommet               | Altitude (mètres) |
| -------------------- | ----------------- |
| Mont Valier          | 2 838             |
| Pic de Barlonguère   | 2 802             |
| Mont du Petit Valier | 2 736             |
| Pic des Trois Comtes | 2 689             |

### Géologie
Le massif est essentiellement fait de roches sédimentaires ainsi que d'un massif géologique granitique (roches plutoniques) au nord-ouest.
La formation du massif suit celle des Pyrénées : au Paléogène, de −66 à −23 Ma, la remontée vers le nord de la plaque africaine entraîne avec elle la plaque ibérique. Celle-ci, coincée entre la plaque africaine au sud et la plaque européenne au nord, va entrer en collision avec elles, formant la cordillère Bétique au sud et la chaîne des Pyrénées au nord. Au niveau de la zone du massif de Bassiès, les roches granitiques sont alors progressivement comprimées et remontées en altitude entre −53 et −33 Ma durant l'Éocène, puis érodées depuis.

## Activités humaines

### Protection environnementale
Côté français :
- Parc naturel régional des Pyrénées ariégeoises
- Réserve domaniale du mont Valier
- ZNIEFF 730012050 - Massif du Mont Valier
- ZNIEFF FR7312003 - Massif du Mont Valier
- ZNIEFF 730012085 - Massif du Mont Valier, du Bouirex et montagnes de Sourroque

Côté espagnol : 
- Parc naturel de l'Alt Pirineu